# Manuel Herrero Fernández
Manuel Herrero Fernández (Val de San Vicente, 17 gennaio 1947) è un vescovo cattolico spagnolo, dal 31 ottobre 2023 vescovo emerito di Palencia.

## Biografia
Manuel Herrero Fernández è nato a Serdio, località del comune di Val de San Vicente, il 17 gennaio 1947.

### Formazione e ministero sacerdotale
Ha frequentato le scuole medie nel seminario minore "Sant'Agostino" di Palencia. Ha compiuto gli studi di filosofia e iniziato quelli di teologia nel monastero agostiniano di Santa María de la Vid a Vid, Burgos. Ha completato gli studi di teologia dapprima presso lo Studio teologico agostiniano di Valladolid e in seguito nell'Istituto teologico del monastero di San Lorenzo de El Escorial a Madrid. Ha conseguito il baccalaureato in teologia presso la Pontificia Università di Comillas a Madrid e la teologia in teologia pastorale presso la sede di Madrid della Pontificia Università di Salamanca nel 1974.
Il 25 ottobre 1967 ha emesso la professione solenne nell'Ordine di Sant'Agostino. Il 12 luglio 1970 è stato ordinato presbitero da Anastasio Granados García, vescovo di Palencia. In seguito è stato formatore nel collegio seminario agostiniano di Palencia; direttore spirituale presso il Colegio Nuestra Sra. del Buen Consejo di Madrid; parroco della parrocchia di Nostra Signora della Speranza e Sant'Anna a Madrid e delegato del vicario episcopale per le religiose della vicaria III di Madrid dal 1976 al 1984.
Nel 1985 è ritornato nella diocesi di Santander. Ha prestato servizio come delegato episcopale per la Caritas; professore presso il seminario diocesano di Monte Corbán, Santander, e delegato episcopale per la vita consacrata.
Nel 1995 è ritornato a Madrid dove ha compiuto gli incarichi di consigliere provinciale per la pastorale vocazionale e coordinatore della commissione provinciale per la pastorale e le vocazioni e di professore di teologia pastorale negli Istituti teologici agostiniani di El Escorial e di Los Negrales fino al 1999.
Nel 1999 è ritornato a Santander. In seguito è stato vicario episcopale per la pastorale dal 1999 al 2002; parroco della parrocchia di Sant'Agostino dal 1999 al 2014; vicario generale e moderatore della curia diocesana dal 2002 al 2016 e parroco della parrocchia di Nostra Signora del Monte Carmelo dal 2014 al 2016. Dal 22 dicembre 2014 al 30 maggio 2015 ha retto la diocesi come amministratore diocesano.

### Ministero episcopale
Il 26 aprile 2016 papa Francesco lo ha nominato vescovo di Palencia. Ha ricevuto l'ordinazione episcopale il 18 giugno successivo nella cattedrale di Palencia dall'arcivescovo Renzo Fratini, nunzio apostolico in Spagna e Andorra, coconsacranti l'arcivescovo metropolita di Valladolid Ricardo Blázquez Pérez, l'arcivescovo metropolita di Burgos Fidel Herráez Vegas, il vescovo emerito di Palencia Nicolás Antonio Castellanos Franco e l'arcivescovo metropolita di Madrid Carlos Osoro Sierra. Durante la stessa celebrazione ha preso possesso della diocesi.
Il 31 ottobre 2023 lo stesso papa ha accolto la sua rinuncia al governo pastorale della diocesi di Palencia per raggiunti limiti di età; gli è succeduto Mikel Garciandía Goñi, vicario episcopale dell'arcidiocesi di Pamplona e Tudela.
In seno alla Conferenza episcopale spagnola è membro della commissione per la vita consacrata dal novembre del 2016. In precedenza è stato membro della commissione per le relazioni interconfessionali.

## Genealogia episcopale
La genealogia episcopale è:
- Cardinale Scipione Rebiba
- Cardinale Giulio Antonio Santori
- Cardinale Girolamo Bernerio, O.P.
- Arcivescovo Galeazzo Sanvitale
- Cardinale Ludovico Ludovisi
- Cardinale Luigi Caetani
- Cardinale Ulderico Carpegna
- Cardinale Paluzzo Paluzzi Altieri degli Albertoni
- Papa Benedetto XIII
- Papa Benedetto XIV
- Papa Clemente XIII
- Cardinale Marcantonio Colonna
- Cardinale Giacinto Sigismondo Gerdil, B.
- Cardinale Giulio Maria della Somaglia
- Cardinale Carlo Odescalchi, S.I.
- Vescovo Eugène de Mazenod, O.M.I.
- Cardinale Joseph Hippolyte Guibert, O.M.I.
- Cardinale François-Marie-Benjamin Richard
- Cardinale Pietro Gasparri
- Cardinale Clemente Micara
- Cardinale Antonio Samorè
- Cardinale Angelo Sodano
- Arcivescovo Renzo Fratini
- Vescovo Manuel Herrero Fernández, O.S.A.

## Araldica
| Stemma | Titolare                                     | Blasonatura |
|        | Manuel Herrero Fernández Vescovo di Palencia | Partito bordato di rosso: al I d'azzurro, alla stella (8) addestrata d'oro, assinistrata da sette stelle (7) dello stesso, ordinate 2, 2, 1, 2. Al II d'argento al libro aperto dello stesso bordato d'azzurro, legato di nero, trafitto da una piuma di nero nella pagina di destra, dalla trafittura colano due gocce di rosso, poste in palo, il tutto caricato del bordo di un cuore di rosso, centrato sulla trafittura, sormontato da una fiamma d'oro. Motto: Misericordia tua Ornamenti esteriori da vescovo, omesse le nappe. |